# Jonathan Magri Overend
Jonathan Magri Overend (6 giugno 1970) è un ex calciatore maltese, di ruolo centrocampista.

## Carriera

### Club
Ha giocato nella massima serie del campionato maltese con varie squadre.

### Nazionale
Con la Nazionale maltese ha giocato 5 partite nel 1998.